# Jätteibis
Jätteibis (Pseudibis gigantea) är en akut utrotningshotad sydostasiatisk fågel i familjen ibisar som numera endast förekommer i Kambodja. Den är nationalfågel i Kambodja.

## Utseende
Jätteibisen är som namnet avslöjar en mycket stor ibis, med en kroppslängd på hela 102–106 centimeter. Den vuxna fågeln är mestadels mörk med bart gråaktigt huvud och övre delen av halsen, mörka band på bakre delen av hjässa och nacke samt blekt grå vingtäckare och armpennor med mörka band tvärsöver. Ungfågeln har korta gråfjädrar på bakhuvudet och saknar de mörka banden. Näbben är också kortare och ögonen bruna istället för röda. Liknande vitskuldrad ibis är mindre och mörkare med vitaktigt halsband och vit fläck på inre vingtäckarna.

## Utbredning
Jätteibisen förekommer idag huvudsakligen i norra och östra Kambodja där den är rätt vida spridd men mycket sällsynt. Vissa individer från denna population har även observerats i sydligaste Laos. Arten har också påträffats i nationalparken Yok Don i Vietnam, senast 2011. Tidigare förekom den även vidare i södra Vietnam samt i Thailand, men dessa populationer är utdöda.

## Systematik
Den placeras ibland i det egna släktet Thaumatibis. Arten behandlas som monotypisk, det vill säga att den inte delas in i några underarter.

## Status
Internationella naturvårdsunionen IUCN betraktar jätteibisen som utrotningshotad och placerar den i hotkategorin starkt hotad (EN). Fågeln har en mycket liten världspopulation som 2014 uppskattades till endast 270 individer. Den har dessutom minskat och fortsätter minska mycket kraftigt i antal till följd av jakt, störningar och avskogning.

## I kulturen
Jätteibisen är Kambodjas nationalfågel.